# Liste der Einträge im National Register of Historic Places im Glenn County

Lage des Glenn County in Kalifornien

Die Liste der Einträge im National Register of Historic Places im Glenn County in Kalifornien führt alle Bauwerke und historischen Stätten im Glenn County auf, die in das National Register of Historic Places aufgenommen wurden.

## Aktuelle Einträge
| [ 2 ] | Name                        | Bild                        | Eintragsdatum                 | Lage                                              | Ort           | Beschreibung |
| ----- | --------------------------- | --------------------------- | ----------------------------- | ------------------------------------------------- | ------------- | --- |
| 1     | Gianella Bridge             | weitere Bilder              | 8. Juli 1982 ID-Nr. 82004614  | CA 32 39° 45′ 4″ N, 121° 59′ 46″ W                | Hamilton City | Älteste Highway-Drehbrücke in den Vereinigten Staaten zum Zeitpunkt ihrer Entfernung. Zuletzt geschwenkt, um den Flussverkehr passieren zu lassen, im Jahr 1972. Wurde 1987 durch eine Betonbrücke ersetzt. |
| 2     | US Post Office-Willows Main | US Post Office-Willows Main | 11. Jan. 1985 ID-Nr. 85000124 | 315 W. Sycamore St. 39° 31′ 14″ N, 122° 12′ 27″ W | Willows       | |